# Економіка Індії (1858-1947)

Розширення Британської Індії в
XIX столітті
Земли Ост-Індської компанії в 1819 році
Території, що перейшли під британське управління до 1909 року
Залежні тубільні князівства в 1909 році

Економіка Індії в період британського правління (1858–1947) носила колоніальний характер і була, поруч з армією і цивільною адміністрацією, важливим інструментом управління підкореними територіями. Економіка окремих територіальних утворень (президентств, провінцій, «тубільних князівств») мала свою господарську спеціалізацію і не завжди була орієнтована на загальноіндійський ринок. Британська влада проводили політику стримування національної консолідації різних народів і підтримували територіально-господарську роздробленість колонії. Важливими віхами в розвитку індійської економіки були будівництво залізниць і портів, а також поява фабричного текстильного виробництва.
Нові промислові підприємства з'являлися навколо жвавих портів і вздовж залізничних магістралей. В аграрному секторі впроваджувалися сучасні зрошувальні системи з використанням насосів і високотоварне господарство плантації. У багатьох містах з'являлися електростанції, банки, страхові компанії, відділення пошти і телеграфу, університети, коледжі, видавництва та лікарні. У той же час в Індії існував значний пласт економіки, який слабо стикався з британською владою і обслуговував повсякденні потреби корінного населення (величезні базари і ярмарки, на які стікалися купці, селяни і бродячі артисти, специфічні касти і ремісники, що працювали на храми і князів, постоялі двори і вуличні харчевні, які обслуговували численних паломників, які прямували до «святих місць»).
Крім європеїзованих міст і «освічених князівств» в Індії виділялася велика зона найбільш важкої злиднів, в чому збігаються з територією поширення земельно-податкової системи заміндарі (Сполучені провінції Агра і Ауд, Центральні провінції, Раджпутана, Біхар, Орісса, Гайдарабадське князівство та інші відсталі феодальні князівства, що прилягали до цього поясу). Крім того, в обширній смузі серединної частини Індії проживала основна маса малих народів і племен, територія розселення яких також ставилася до бідних і бідним регіонам .

## Передумови та історичний фон

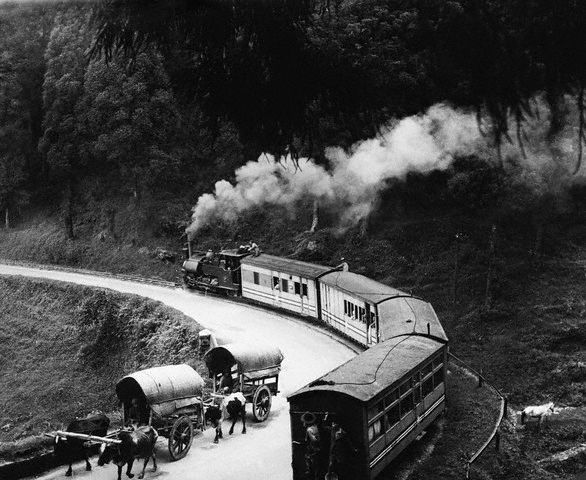
Залізниця на Дарджилінг

Прагнучи уникнути літньої спеки і тропічних хвороб, британці активно освоювали гірські райони з помірним кліматом. У період між 1815 і 1947 роками вони заснували більше 80 гірських поселень від Шимли і Дарджилинга в передгір'ях Гімалаїв до Махабалешвар в Західних Гатах і Утакаманд а в горах Нілгірі. До поселень прокладали ґрунтові дороги й залізниці, в них за допомогою архітектури, культури та звичаїв відтворювали «британський дух» (чаювання, полювання, аматорський театр, виставки собак, крикет і навіть варіння варення). Кожне літо, аж до розділу Британської Індії, численні вищі чиновники і військові з сім'ями і слугами, а також багато махараджі зі своїми дворами перебиралися з Калькутти та інших адміністративних центрів у Шимлу .
 
З 1830-х років в Індії стали наростати економічні проблеми, пов'язані зі зменшенням збуту бавовни та опію в цинский Китаї, а також індиго в Європі. Масовий ввезення готової англійської одягу і тканин призводив до втрати роботи індійськими ткачами, у сільській місцевості нерідко траплявся голод. Незважаючи на економічні реформи Вільяма Бентінк і Томаса Маколея, нові проекти будівництва залізниць, прокладки телеграфних ліній, іригаційних каналів і ґрунтових доріг, невдоволення методами роботи адміністрації Ост-Індської компанії в консервативних шарах індійського суспільства наростало .
По всій Індії спалахували протести, в тому числі проти зростання податків. На цьому тлі вибухнуло повстання сипаїв (1857–1859), що охопило Бенгалію, Делі, Лакхнау, Канпур і частина Пенджабу. Британці скинули Бахадура Шаха II, який підтримував повстання, а в 1858 році замінили правління Ост-Індської компанії на пряме правління британської корони (так звана епоха Британського Раджа). Індія стала складовою частиною Британської імперії на чолі з першим віце-королем Чарльзом Каннінгем .

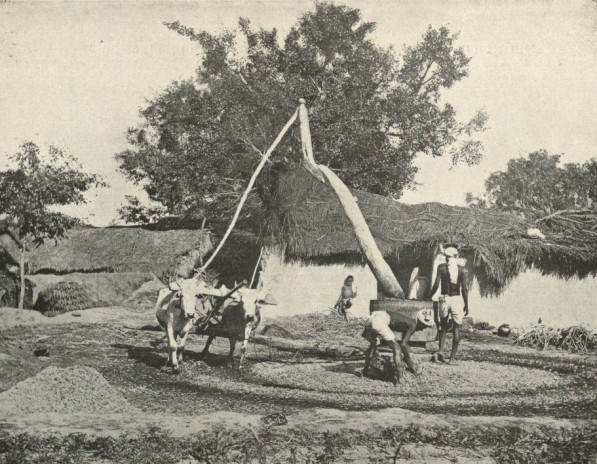
Прес для обробки цукрової тростини

У колоніальний період концентроване розвиток господарства йшло вздовж «ліній проникнення», які відходили від головних морських портів (Калькутта, Бомбей, Мадрас) і столиці Делі. Ці чотири найбільших міста країни утворювали вершини основного каркаса територіальної структури економіки Індії. Калькутта, Бомбей і Мадрас виникли як головні центри британського проникнення і панування в Індії, вони ж були головними торгово-фінансовими центрами величезною колонії . Внутрішньоконтинентальні індустріальними полюсами були Канпур на півночі, Ахмадабад на заході, Гайдарабад і Бангалор на півдні .
У зовнішній торгівлі Британської Індії домінувала метрополія. З 1840 по 1914 рік Індія була найбільшим торговим партнером Великої Британії і як джерело сировини (бавовна, джут, шерсть, прянощі, чай, цукор), і як ринок збуту англійських товарів (тканини, готовий одяг, промислове і транспортне обладнання, особливо ткацькі верстати, двигуни та рейки). Відкриття в 1869 році Суецького каналу значно пожвавило морські комунікації між британськими та індійськими портами . Приплив дешевого імпортного текстилю, розорення індійських ремісників і їх масовий відтік з міст у села досягли таких масштабів, що до кінця XIX століття Індія виявилася менш урбанізованої, ніж була на початку століття (при значному збільшенні населення) .
Наприкінці XIX століття в Британської Індії за участю Індійського національного конгресу розгорнулося національно-визвольний рух, одним з найважливіших вимог якого було утворення національних провінцій і ліквідація князівств. Особливо наполегливо це вимога висувалася в Бенгалії і Південної Індії, де вже склалися великі нації (бенгальці, орія, телугу , таміли) і де гніт феодальних правителів був найбільш сильним. Проти реформ виступали князі, великі землевласники і деякі загальноіндійського торгові касти (особливо марварійско-гуджаратської), які побоювалися посилення національної буржуазії .
З початку XX століття британці стали активніше залучати індійців в державний апарат, засновувати університети та впроваджувати англійську освіту в маси. У 1905 році спроби британців послабити національний рух індійців натрапили на бойкот англійських товарів в сільській місцевості колонії. Однією з форм протесту стала кампанія свадеші, коли індійці відкидали європейський одяг і тканини, підтримуючи місцевих виробників кхаді, який використовувався в дхоти і сарі. У пам'ять про ті події сучасний прапор Індії може виготовлятися тільки з домотканого кхаді.   . До моменту здобуття незалежності в 1947 році в Індії проживало близько 350 млн осіб, з яких більше чверті — в тубільних князівствах, які займали дві п'ятих території країни .